# Honnō-ji

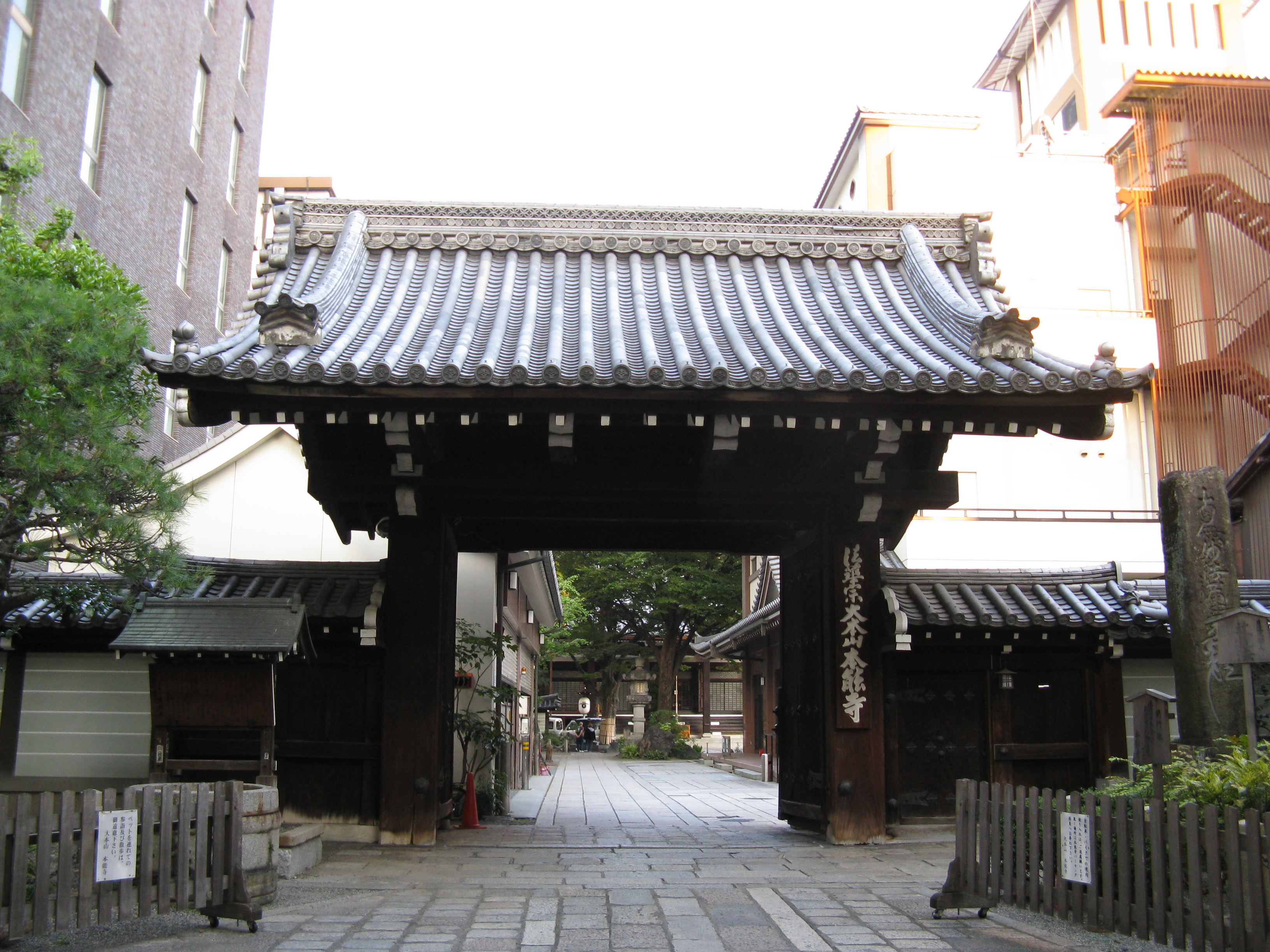
Honnō-ji.

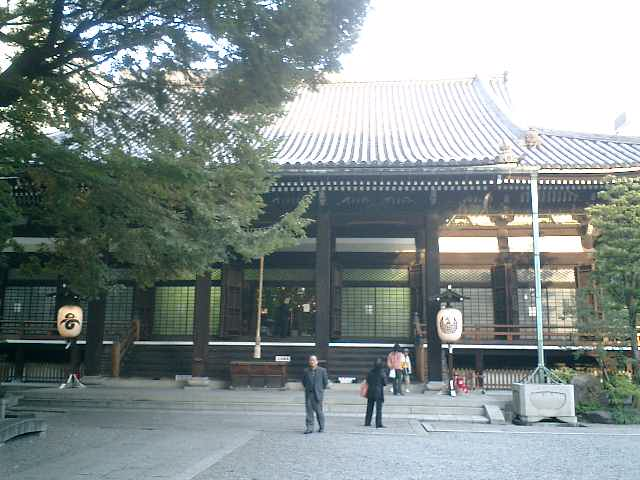
Honnō-ji.

El Honnō-ji (本能寺?) o Templo Honnō es un templo del Budismo Nichiren que se encuentra en Kioto, Japón.
El Honnō-ji es famoso por el incidente de Honnō-ji, donde Oda Nobunaga se hospedaba mientras sus tropas invadían el oeste del país. La mañana del 21 de junio de 1582 uno de sus comandantes, Akechi Mitsuhide, rodeó e incendió el templo traicionando a Nobunaga, quien cometió seppuku. 
El Honnō-ji fue reconstruido posteriormente en un sitio distinto en Kioto, cerca de la estación Shiyakusho-mae.
- Datos: Q626535
- Multimedia: Honnō-ji / Q626535